# 웨들해

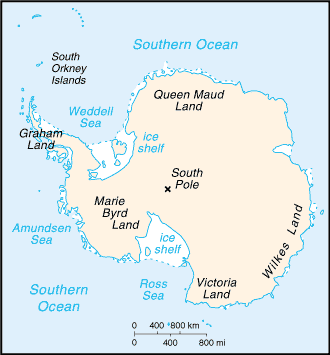
남극 지도. 웨들해는 대륙의 왼쪽 윗 부분이다.

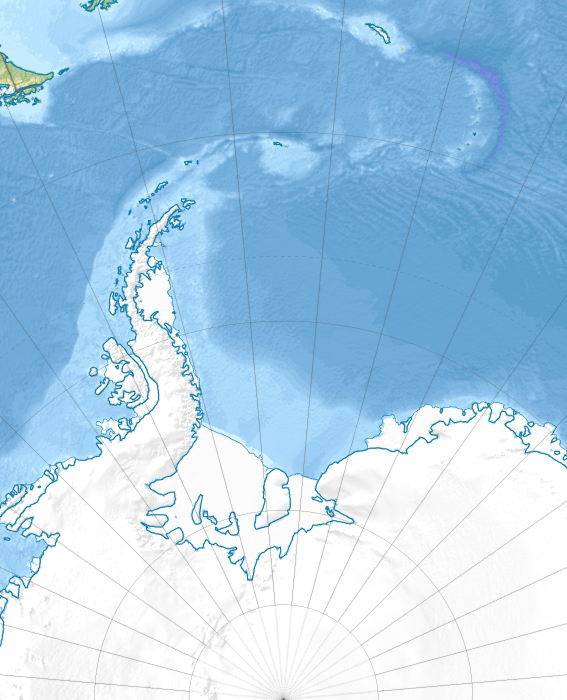
웨들해

웨들해(Weddell Sea)는 코츠랜드와 남극반도 사이에 위치한 남극해 해역을 말한다. 동쪽으로는 퀸모드랜드 프린세스 마사 해안의 노버지아곶(Cape Norvegia)까지 이어지며, 그 너머로는 킹 하콘 7세 해와 맞닿아 있다. 엘리펀트섬 이남으로는 대부분 해역이 두터운 얼음으로 덮여 있는데 이를 필히너-론 빙붕이라 부른다. 1823년 이 바다를 처음 항해한 영국의 항해사 제임스 웨들의 이름을 따서 붙여졌다.
웨들해는 아르헨티나와 영국이 각각 영유권을 주장하는 남극 권역인 아르헨티나령 남극과 영국령 남극 지역이 중첩되어 있으며, 칠레의 영유권 주장 권역인 칠레령 남극 지역도 조금 걸쳐 있다. 바다의 최장 길이는 약 2,000km, 넓이는 280만 km2에 달한다. 웨들해에는 필히너-론 빙붕을 비롯한 여러 빙붕이 해상을 뒤덮고 있으며, 한때는 남극반도 동쪽으로도 대략 10,000km2에 달하는 거대한 빙붕이 펼쳐져 있었으나, 2002년에 완전히 녹아 없어졌다.
빙붕이 가득한 해역이라는 점 때문에 예로부터 항해 여건이 악명높았다. 미국의 과학자 토머스 R. 헨리의 저서 《흰색 대륙》(The White Continent, 1950)에서는 "웨델해는 지구상에서 가장 위험하고 무서운 곳으로 알려져 있다. (웨델해에 비하면) 로스해는 비교적 잔잔하고 예측 가능하며 안전한 곳이다"라고 소개했다. 그는 바다 얼음물에서 녹색 머리의 인어가 목격됐다는 전설이 있으며, 웨들해를 거쳐 남극 해안까지 항해하는 것은 1949년에 와서야 가능해졌다고 소개한다. 또 영국의 탐험가 어니스트 섀클턴의 탐험선 인듀어런스호가 이곳을 지나다 갑작스러운 빙결로 꼼짝없이 부빙 신세가 되었던 사례도 소개하고 있다.
웨들해는 황제펭귄의 대표적인 서식지이자 심층수 생성 지역이다. 특히 지구상의 바다 중에 가장 맑은 수질을 자랑하는 것으로 알려져 있다. 1986년 10월 13일 알프레트 베게너 연구소 (Alfred Wegener Institute)의 측정 결과, 수심 80m 깊이에서도 투명도 측정 원반이 관측되어, 그 투명도가 증류수에 필적한다는 사실이 확인되었다.